# Xylocopa alticola
Xylocopa alticola är en biart som först beskrevs av Cockerell 1919.  Xylocopa alticola ingår i släktet snickarbin, och familjen långtungebin. Inga underarter finns listade i Catalogue of Life.